# Mânjești (okręg Jassy)
Mânjești – wieś w Rumunii, w okręgu Jassy, w gminie Mogoșești. W 2011 roku liczyła 679 mieszkańców.